# Gavin Noble
Gavin Noble (Enniskillen, 9 april 1981) is een triatleet uit Ierland. Hij nam namens zijn vaderland deel aan de Olympische Spelen (2012) in Londen, waar hij eindigde op de 23ste plaats in de eindrangschikking met een tijd van 1:49.47.